# Фторид брома(I)
Фтори́д бро́ма(I) (монофторид брома, фтористый бром), BrF — соединение брома с фтором, представляющее собой при комнатной температуре легкокипящую жидкость золотисто-красного цвета, с сильным раздражающим запахом. В больших дозах ядовит.

## История открытия
В 1931 году немецкие учёные Руфф и Менцель изучали продукты взаимодействия пентафторида брома с бромом. В результате исследования в смеси было обнаружено соединение, которое более активно действовало на кварц и давление пара которого было выше значения, соответствующего предполагаемым соединениям (Br2, BrF3, BrF5). Поэтому учёные предположили наличие в смеси еще одного компонента — монофторида брома. В 1933 году Руфф и Брайд не смогли выделить в чистом виде искомое соединение, однако они доказали, что в этой молекуле на 1 атом брома приходится 1 атом фтора.

## Физические свойства
Дипольный момент — 1,29 Дб.
Сродство к электрону оценивается в 2,64 эВ.

### Термодинамические свойства
| Свойство                                       | Значение          |
| ---------------------------------------------- | ----------------- |
| Стандартная энтальпия образования (газ, 298 К) | −42,4 кДж/моль    |
| Энтропия образования (газ, 298 К)              | 228,9 Дж/(моль·К) |
| Теплоёмкость (в газовой фазе)                  | 33 Дж/(моль·К)    |

В ИК-спектре наблюдаются 2 полосы: слабая при 1326 см−1 и средней интенсивности при 669 см−1.

## Химические свойства
Нестабильное соединение, достаточно быстро диспропорционирует на бром и пентафторид брома:
{\displaystyle {\mathsf {5BrF\rightarrow 2Br_{2}+BrF_{5}}}}
Реагирует с разбавленной горячей щёлочью:
{\displaystyle {\ce {3BrF + 6NaOH -> 3NaF + 2NaBr + NaBrO3 +3H2O}}}
Реагирует с холодной разбавленной щёлочью: 
{\displaystyle {\ce {BrF + 2NaOH -> NaF + NaBrO + H2O}}}
Химически очень активное соединение. Вступает в реакцию даже с золотом и кварцем.
Для стабилизации и хранения переводят в более устойчивое двойное соединение с пиридином.
Произведён расчёт геометрии молекулы гидрофторида монофторида брома (BrF·HF или HBrF2) и показано, что такое соединение в случае его успешного синтеза будет иметь необычное строение вида Br-F-H-F.

## Получение
Как и большинство интергалогенидов, монофторид брома можно получить напрямую из простых веществ, взятых в эквимольном соотношении:
{\displaystyle {\mathsf {Br_{2}+F_{2}\rightarrow 2BrF}}}
Однако наряду с монофторидом образуются также трифторид и пентафторид брома. Для выделения чистого монофторида брома используются ловушки, охлаждённые до −20 °C, −50 °C и −120 °C для отделения BrF3, BrF5 и BrF соответственно. Прибор для синтеза должен быть сделан из меди, так как с многими другими материалами реагенты вступают во взаимодействие, а некоторые, например платина, катализируют реакцию разложения монофторида брома. Выход монофторида брома составляет около 40 % от теоретического.
С помощью инфракрасной спектроскопии было показано, что образование монофторида брома возможно из трифторида брома за счёт диспропорционирования:
{\displaystyle {\mathsf {2BrF_{3}\rightarrow BrF+BrF_{5}}}}

## Применение
- Так как монофторид брома не удаётся выделить в чистом виде за счёт частичного разложения, вместо него во многих случаях используется смесь брома и трифторида брома для генерации монофторида in situ.
- Возможно применение в качестве фторирующего агента, однако для таких целей гораздо больше пригодны другие соединения.
- Для фторбромирования замещённых алканов:

{\displaystyle {\mathsf {CF_{2}{\text{=}}CH_{2}+BrF\rightarrow CF_{3}{\text{-}}CH_{2}Br}}}
- Интересной является перспектива применения BrF в качестве компонента для получения лазерного излучения[5].